# البطاريات النانوية

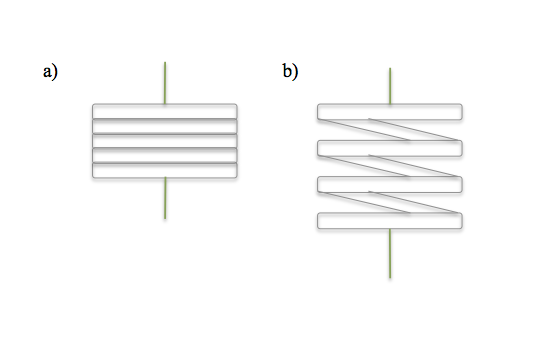

البطاريات النانوية عبارة عن بطاريات مُركّبة تُوظِف أعلى التقنيات على مقياس النانو، وهي جُسيمات تُقدّر بأقل من 100 نانومتر أو عشرة للقوة سالب سبعة من المتر (10^-7) م. من الممكن أن تكون البطاريات بحجم النانو، أو أن تُستخدم هذه التقنيّة على بطاريات كبيرة. يُمكن جمع البطاريات نانوية الحجم مع بعضها لتعمل هذه المجموعة كبطارية كبيرة مثل بطاريات نانوبور القابلة لإعادة الشحن.
تستخدم تقنية بطارية شوارد الليثيوم التقليديّة موادًا فعّالة، مثل أكسيد الكوبالت أو أكسيد المنغنيز، مع جزيئات تتراوح بحجمها بين 5 و20 ميكروميتر وتقابل (5000 و20000 نانومتر-أكبر من مقياس النانو بمئة مرة). يأمل العلماء أن تساعد الهندسة النانوية على تطوير العديد مما ينقص تكنولوجيا البطاريات الحالية، مثل كثافة الطاقة وتمدد حجمها.

## الخلفية
تعمل البطارية على تحويل الطاقة الكيميائية إلى طاقة كهربائية وتتكوّن عامة من ثلاثة أجزاء:
- المِصعَد (القطب الموجب).
- المِهبَط (القطب السالب).
- الكهرل أو الإلكتروليت.

يحتوي كل من المصعد والمهبط على اثنين من المكونات الكيميائية المختلفة، والتي تعتمد على التفاعلات الحاصلة في أيٍ من النهايتين.
من الممكن أن يكون الإلكتروليت (الموصِل الشاردي أو الأيوني) صلبًا أو سائلًا، كدلالة على الخلية الجافة أو الرطبة بشكل متتالي. تُسمى الحدود بين الأقطاب الكهربائية والإلكتروليت بالطور البيني للإلكتروليت الصلب (إس إي آي). يُسبب الجهد الكهربائي المُطبّق عبر الأقطاب الكهربائية لتحويل الطاقة الكيميائية المختزنة في البطارية إلى طاقة كهربائية.

## القيود على تكنولوجيا البطاريات الحالية
تعتمد قدرة البطارية لاختزان الشحن على كل من كثافة الطاقة وكثافة القوة. من المهم أن تبقى الشحنة مختزنة بحيث يمكن تخزين أكبر قدر ممكن من الشحن داخل البطارية، ويكون تدوير وتوسيع حجم البطارية من الاعتبارات المهمة ايضًا. وبالرغم من وجود العديد من البطاريات الأخرى، تعتمد تقنية البطاريات الحالية على تقنية إقحام شوارد الليثيوم بسبب كثافة طاقتها وقوتها العاليتين، بالإضافة لعمرها الطويل في التدوير، لهذه الخصائص أصبحت بطاريات شوارد الليثيوم مُفضّلة على أنواع البطاريات الأخرى. ولتحسين تقنية البطارية، يجب زيادة قدرة التدوير وكثافة الطاقة والقوة من جهة وتقليل حجم الموُسّع لأصغر حد.
أثناء إدخال الليثيوم، يتوسّع حجم القطب، مُسببًا ردة فعل ميكانيكية تهدد دورة السلامة الهيكلية للقطب مُسببًا له التصدّع. يمكن أن تُقلل الجسيمات النانوية من مقدار الانفعال الموضوع على المادة عندما تخضع البطارية للتدوير، حيث أن التوسّع بالحجم المرتبط بالجسيمات النانوية أقل من التوسع بالحجم المتربط بالجسيمات الميكروية. كما أن التوسع الصغير في الحجم المتربط بالجسيمات النانوية من شأنه تحسين قابلية البطارية على العكوسية: أي قدرة البطارية للخضوع لعدة دورات شحن دون فقدان أيّ منها.
تعتبر معدّلات انتشار الليثيوم في تقنية بطاريات شوارد الليثيوم الحالية بطيئة، فمن خلال تقنية النانو، أصبح بالإمكان تحقيق معدّلات انتشار أسرع، لأن الجسيمات النانوية تتطلّب مسافات أقصر لنقل الإلكترونات، وبالتالي سرعة في معدلات الانتشار وزيادة في الموصلية الكهربائية، لتؤدي في نهاية المطاف إلى الزيادة في كثافة القوة.

## مزايا تقنية النانو
يوفر استخدام تقنية النانو في صناعة البطاريات فوائد عدّة منها:
- زيادة الطاقة المُتوفرة من البطارية وتقليل الوقت اللازم لإعادة شحنها. تتحقق هذه الفوائد من خلال تغطية سطح القطب بالجسيمات النانوية وبالتالي تزداد مساحة سطح القطب مما يسمح بتدفق المزيد من التيّار بين القطب والمواد الكيميائية بداخل البطارية.[8]
- يمكن استخدام المواد النانوية كطبقة عازلة تعمل على عزل الأقطاب عن أي سوائل في البطارية، عندما لا تكون البطارية في وضعية الاستخدام. تتفاعل السوائل والمواد الصلبة في تقنية البطارية الحالية مما يؤدي إلى انخفاض مستوى التفريغ، وهذا يقلل من العمر الافتراضي للبطارية.[9]

## عيوب تقنية النانو
تُوفّر تقنية النانو تحدّياتها الخاصة في البطاريات:
- تتميّز الجسيمات النانوية بأنها ذات كثافة منخفضة ومساحة سطحية عالية. كلّما زادت المساحة السطحية، زادت معها احتمالية التفاعلات الحاصلة بين السطح والهواء. يؤدي هذا إلى خلخلة استقرار المواد الموجودة في البطارية.
- كلما انخفضت الكثافة زادت المقاومة الجُسيمية وهذا هو الحال مع الجسيمات النانوية قليلة الكثافة، مما يؤدي إلى ضعف التوصيل الكهربائي للمادة.
- بالرغم من أن المواد النانوية تعمل على تحسين قدرات البطارية بشكل كبير، فتصنيعها يمكن أن يكون صعبًا، وتزداد بالتالي التكلفة وتُصبح باهظة الثمن.[10]

## البحوث القائمة والسابقة
أُجريت الكثير من الأبحاث فيما يخص بطاريات شوارد الليثيوم بهدف زيادة إمكاناتها. وحتّى نتمكن من الاستفادة واستغلال كل موارد الطاقة بشكل صحيح، كالطاقة الشمسية، وطاقة الرياح والمد والجز، ينبغي علينا توفير بطاريات قادرة على تخزين كميات ضخمة من الطاقة المستخدمة في شبكة تخزين الطاقة. ويجري البحث في حالة أقطاب فوسفات الحديد والليثيوم عن التطبيقات المحتملة لتخزين طاقة الشبكة.
تٌعدّ السيارات الكهربائية واحدة من التقنيات الأخرى التي تتطلّب بطّاريات مُحسّنة. لكن المركبات الكهربائية حاليًا تتطلّب أوقات شحن كبيرة، لذا يحظر استخدام تلك السيارات لمسافات طويلة.

## مواد البنية النانوية للقطب الموجب/الأنود
غالبًا ما يكون القطب الموجب في بطاريات شوارد الليثيوم مصنوعًا من الجرافيت، إذ تحتاج أقطاب الجرافيت إلى تحسين ثباتها الحراري وإنتاج أعلى قدرة من الطاقة، يمكن أن يخضع الجرافيت بالإضافة لبعض الالكتروليتات المعينة الأخرى لتفاعلات من شأنها تقليل الالكتروليت وخلق الطور البيني للإلكتروليت الصلب (إس إي آي)، والذي يُقلل بدورة من إمكانات البطارية بشكل فعّال. يجري البحث الآن عن طلاء نانوي للطور البيني للإلكتروليت الصلب، لمنع حدوث هذه التفاعلات.
يُعد الطور البيني للإلكتروليت الصلب ضروريًا للثبات الحراري في بطاريات الليثيوم، لكنّه يُعيق أيضًا تدفّق أيونات الليثيوم من القطب إلى الالكتروليت. وطُوِّرت طبقة «بولي دوبامين» على مقياس النانو للإلكتروليت، ليتفاعل الطور البيني مع هذه الطبقة دون أن يدخل إلى القطب.